# لیمبو (زبان برنامه‌نویسی)
لیمبو (به انگلیسی: Limbo) یک زبان برنامه‌نویسی برای نوشتن سیستم‌های توزیع‌شده‌است و همین‌طور زبانی است که از آن برای نوشتن برنامه‌های کاربردی سیستم‌عامل اینفرنو استفاده شده‌است. این زبان در آزمایشگاه‌های بل توسط شان دوروارد، فیل وینترباتوم و راب پایک نوشته شده‌است. کامپایلر لیمبو کدهای مقصود مستقل از ماشین تولید می‌کند. ماشین مجازی دیس این کدها را تفسیر و اجرا می‌کند یا اینکه آن‌ها را درست قبل از زمان اجرا برای بهبود کارایی کامپایل می‌کند. در نتیجه کلیه برنامه‌های سیستم‌عامل اینفرنو کاملاً پرتابل بوده و بر روی سخت‌افزارها و معماری‌های مختلفی اجرا می‌شوند.

## قابلیت‌ها و ویژگی‌ها
برخی از ویژگی‌های این زبان عبارتند از:
- برنامه‌نویسی ماژولی
- رایانش همزمان
- کنترل نوع قوی در زمان کامپایل و زمان اجرا
- ارتباط بین پردازشی بر روی کانال‌های مطبوع
- بازیافت حافظه خودکار
- انواع داده انتزاعی ساده

## ماشین مجازی
ماشین مجازی دیس (Dis) که کد لیمبو را اجرا می‌کند، با دستورالعمل‌هایی برای محاسبات، کنترل جریان، حرکت داده‌ها، ایجاد فرایند، همگام‌سازی و برقراری ارتباط بین فرایندها، بارگیری ماژول‌های کد و پشتیبانی از انواع داده‌های سطح بالاتر: رشته‌ها، آرایه‌ها، لیست‌ها و کانال‌های ارتباطی از ترکیبی از شمارش مرجع و بازیافت حافظه در لحظه برای داده‌های چرخه‌ای استفاده می‌کند.

## مثال‌ها
لیمبو از تعاریف سبک آیدا به شکل زیر استفاده می‌کند:
```
 
name
 
:=
 
type
 
value
;

 
name0
,
name1
 
:
 
type
 
=
 
value
;

 
name2
,
name3
 
:
 
type
;

 
name2
 
=
 
value
;

```

### سلام دنیا
```
 
implement
 
Command
;

 
include
 
"sys.m"
;

     
sys
:
 
Sys
;

 
include
 
"draw.m"
;

 
include
 
"sh.m"
;

 
init
(
nil
:
 
ref
 
Draw
->
Context
,
 
nil
:
 
list
 
of
 
string
)

 
{

     
sys
 
=
 
load
 
Sys
 
Sys
->
PATH
;

     
sys
->
print
(
"Hello World!\n"
);

 
}

```